# AIK
För andra betydelser, se AIK (olika betydelser).
Allmänna Idrottsklubben (förkortat AIK) är en svensk idrottsförening som grundades på Norrmalm i centrala Stockholm. AIK är en av Sveriges största idrottsföreningar med över 18 000 medlemmar i februari 2014. Föreningen bildades den 15 februari 1891 på Biblioteksgatan 8, och dess första ordförande var initiativtagaren Isidor Behrens. Namnet Allmänna Idrottsklubben valdes för att man hade kommit överens om att alla upptänkliga idrotter skulle utövas. AIK har sedan 1937, då Råsunda fotbollsstadion byggdes, sitt säte i Solna.
En rad olika sporter har utövats i AIK. De i dag mest kända sporterna som utövas inom AIK är fotboll och ishockey, i vilka klubben har nått stora framgångar – bland annat tolv svenska mästare-titlar i fotboll och sju i ishockey. Andra sporter föreningen har nått stora SM-framgångar i är bandy och innebandy.

## Historik
Allmänna Idrottsklubben bildades den 15 februari 1891 på Biblioteksgatan 8 på Norrmalm i Stockholm (se fastigheten Rännilen 11), hemma hos familjen Behrens. Där var, förutom initiativtagaren Isidor Behrens och hans bror Emanuel Behrens, Henrik Staberg, W. Pettersson, K. Björck, Robin Holm och F. Karlsson. Namnet, Allmänna Idrottsklubben, valdes för att man hade kommit överens om att alla upptänkliga idrotter skulle utövas. En vecka efter det här mötet valdes den första styrelsen med Behrens som ordförande. Under det första året hade AIK 43 aktiva medlemmar och gick med en ekonomisk vinst med 3 kronor och 68 öre.

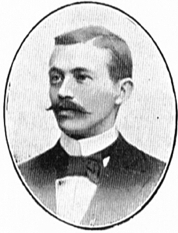
Isidor Behrens (1868–1951), AIK:s grundare och förste ordförande.

Redan första året ägnade man sig åt så vitt skilda idrotter som friidrott, gymnastik, skridsko, skidor, backhoppning och sparkstöttningsåkning. Redan sommaren 1891 tillkom brottning, tyngdlyftning, cykel, dragkamp, simning och skytte. Klubbens första märke skapades av styrelseledamoten Henrik Staberg lagom till idrottsfesten i maj 1891. Märket som ville återspegla klubbens breda verksamhet med symboler för olika idrotter fick dock kritik för att det mer liknade skylten till en sportaffär och ersattes 1898 av nuvarande märke.

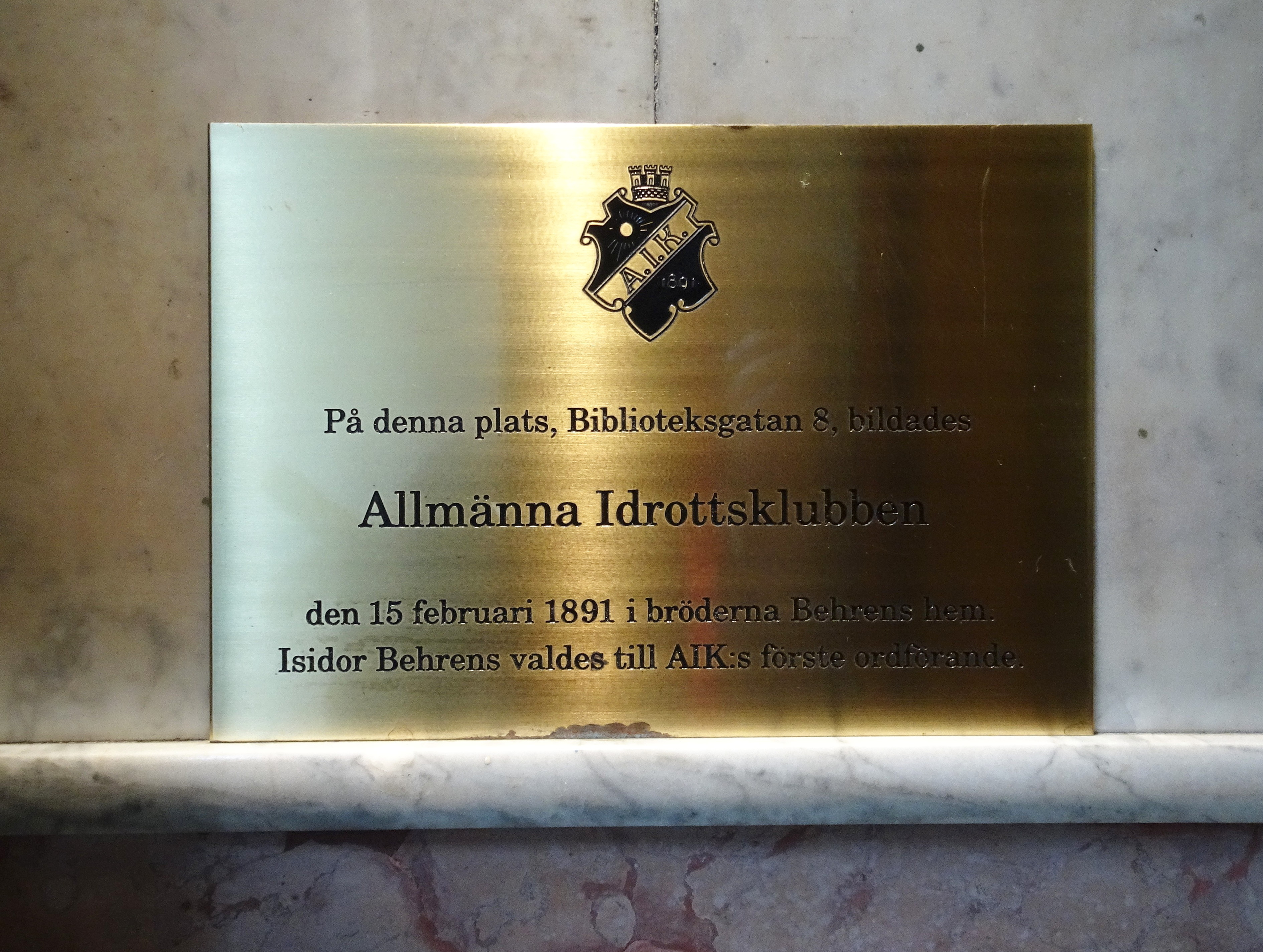
Skylt i trapphallen Biblioteksgatan 8.

AIK:s första inriktning var friidrott, eller allmän idrott som det hette tidigare, vilket spelade roll för namnvalet. Denna allmänna idrott hade ett par inslag av gymnastik, vilket därför ofta misstolkas som att AIK också hade en gymnastiksektion vid bildandet. Senare ändrades dock inriktningarna och huvudsektionen kom att bli AIK Fotboll, som togs upp på programmet 1896. AIK spelade från början sina matcher på Ladugårdsgärdet på Östermalm. 1912 blev det nybyggda Stockholms stadion AIK:s hemmaarena. År 1937 flyttade fotbollssektionen till Råsunda fotbollsstadion i nuvarande Solna kommun och klubbens administration och ledning flyttade med.
Klubben blev snabbt en av de ledande klubbarna i Sverige, och har sedan dess varit framstående inom fotbollssporten. 1990-talet var en framgångsrik period, då AIK sammanlagt tog två SM-guld, sju medaljplatser, gick till fem cupfinaler där man vann en cup och spelade i Champions League. Klubben åkte år 2004 ut ur Allsvenskan för andra gången sedan 1979. 2006 blev en bra säsong för AIK Fotboll, klubben slutade på andra plats, endast en poäng efter IF Elfsborg.
År 2009 vann AIK "Dubbeln", det vill säga både Allsvenskan och Svenska Cupen i fotboll. Allsvenskan vann man efter en ren finalmatch på bortaplan mot IFK Göteborg, det avgörande målet gjordes av Antônio Flávio 1–1 då en kvittering var allt AIK behövde för att bärga hem SM-vinsten. Dock fick trotjänaren Daniel Tjernström som då spelat i AIK elva säsonger spika matchen (säkra segern) när några få minuter återstod av matchen. Matchen, som AIK vann med 2–1, blev historisk. Första laget i Allsvenskans årgång 2009 att besegra IFK Göteborg på Gamla Ullevi och i en direkt avgörande final. Svenska Cupen vanns en vecka senare med 2–0 hemma på Råsundastadion. Även den mot IFK Göteborg.

### Smeknamnet och klubbmärke

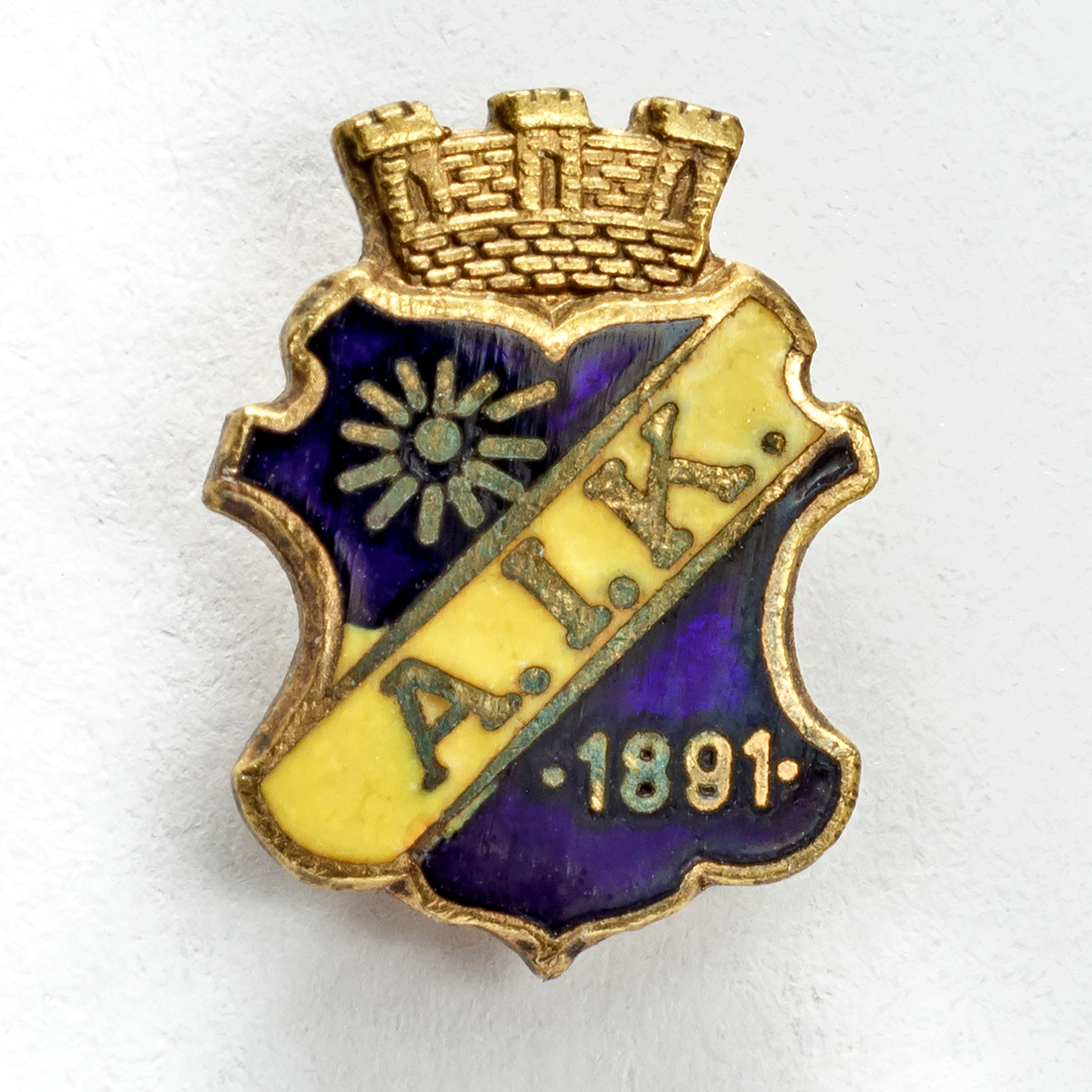
AIK:s klubbnål från 1970-talet

Klubbens mest kända smeknamn, Gnaget, tillkom på 1920-talet. AIK var då en fattig klubb (30–40 medlemmar, då snart sagt endast aktiva spelare och funktionärer erbjöds medlemskap). Klubbens svarta tröjor tvättades åtskilliga gånger innan man fick råd att köpa nya. Den svarta färgen blev gråare och gråare. Till slut var tröjorna mer råttfärgade än svarta. AIK-märket skapades av Fritz Carlsson-Carling. I skölden finns en sol, som ofta blir felaktigt hopkopplad med den sol som återfinns i Solna kommunvapen. Istället syftar solen till Sol Invictus, en gud under antikens Rom vars namn översätts till "Den oövervinnerliga solen".
En del andra händelser gav ytterligare näring till smeknamnet: Under säsongen 1928/1929 talade man om att AIK Fotboll ”gnagde” sig till den ena poängen efter den andra och klarade sig till slut kvar i Allsvenskan på det. Efter 1929 började AIK Fotboll värva spelare från andra klubbar, bland andra Karlbergs BK. Karlbergsfantasten Axel Hamberg skapade AIK-hatets vänner i vars klubbmärke ingick den lilla AIK-råttan som alltså ytterligare spädde på uttrycket Gnaget.
Smeknamnet kan dock vara äldre än så: i idrottstidningen Nordiskt Idrottslif kallas AIK för ”gnagarne” år 1914.

### Styrelseordförande
- 1891–1892 – Isidor Behrens
- 1892–1896 – Richard Tengborg
- 1896–1901 – Sigfrid Stenberg
- 1902–1905 – Elis Juhlin
- 1905–1909 – Eric Frick
- 1909–1910 – Nils David Edlund
- 1911–1919 – Elis Juhlin
- 1919–1922 – Magnus Cleve
- 1923–1927 – Inget årsmöte hölls och ingen styrelse valdes.
- 1928–1939 – Ulrich Salchow
- 1940–1944 – Roy Hänel
- 1945–1953 – Rudolf "Putte" Kock
- 1954–1958 – Gunnar Galin
- 1959–1960 – Karl-Erik Fürst
- 1961–1962 – Tore Nilsson
- 1963–1966 – Gösta Ellhammar
- 1967–1980 – Lennart Johansson
- 1981–1985 – Carl Erik Hedlund
- 1986–1992 – Stig R. Humlin
- 1993–1999 – Ulf Fredrikson
- 2000–2002 – Ingemar Ingevik
- 2003–2004 – K.G. Svenson
- 2004–2006 – Klas Gustafsson
- 2006–2008 – Stefan Widenholm[11]
- 2008–2010 – Johan Strömberg
- 2010–2014 – Lars Rekke[12]
- 2014–2016 – Andres Muld
- 2016–2018  – Tommy Lindqvist
- 2018–2020 – Cecilia Giertta[13]
- 2020–nu  – Cecilia Wahlman

## Sektioner

### Aktiva sektioner
- Fotboll – AIK Fotboll och AIK Fotboll Damer
- Ishockey – AIK Ishockey och AIK Ishockey Damer
- Handboll – AIK Handboll och AIK Handboll Damer
- Innebandy – AIK Innebandy och AIK Innebandy Damer
- Bowling – AIK Bowling och AIK Bowling Damer
- Friidrott - AIK Friidrott
- Golf – AIK Golf
- Boule – AIK Boule
- Basket – AIK Basket
- Boxning – AIK Boxning Stockholm
- Brottning – AIK Brottning
- Amerikansk fotboll – AIK Amerikansk fotboll
- Rullstols-Basket – AIK Rullstols-Basket
- Dart – AIK Dart
- eFotboll – AIK eFotboll
- eHockey – AIK Hockey eSport

### Nedlagda sektioner
- AIK Badminton: Verksam från 1945 till 1966. Initiativtagare: Tage Wissnell med utövare
  - Svenska mästare:
    - SM-trofén: 1951, 1953, 1964
    - Herrar, singel: 1948, 1949, 1952, 1953
    - Herrar, dubbel: 1946, 1947, 1948, 1950, 1951, 1952, 1953, 1954, 1955, 1956
    - Damer, singel: 1963
    - Damer, dubbel: 1951, 1953, 1963, 1964
    - Mixdubbel: 1946, 1947, 1953, 1965
- AIK Bandy och AIK Bandy Damer: I november 2023 lade AIK ned all bandyverksamhet på både dam- och herrsidan.[14]
- AIK Bordtennis: Verksam från 1933 till 1977. Initiativtagare: Tore Nilsson, Ragnar Hallsten, Folke Petterson och Hilmer Nilsson
  - Svenska mästare:
    - Herrar, lag: 1945, 1946, 1959
    - Herrar, singel: 1935, 1943
    - Herrar, dubbel: 1959
- AIK Brottning: Verksam från och med 1893. Det är oklart när sektionen lades ner. Initiativtagare var A. Sköld. Sektionen nystartade 2017 av Leon Kessidis och andra brottare från Huddinge BK.
- AIK Curling: Verksam från 1946 till 1973. Initiativtagare: Einar Kallström, Gustaf Svensson, Olle Wirling, Herbert Ohlsson och Birger Karlsson.
  - Svenska mästare:
    - Herrar, lag: 1966
    - Herrar, individuellt: 1960
- AIK Cykel: Verksam från och med 1897. Det är oklart när sektionen lades ner. Initiativtagare: O. Lindegren.
- AIK Dragkamp: Verksam från och med 1893. Det är oklart när sektionen lades ner.
- AIK Friidrott: Verksam från 1891 till 1916. Nystart har 2012 godkänts av Huvudstyrelsen.
- AIK Konståkning: Verksam från och med 1897. Det är oklart när sektionen lades ner första gången. Nystart 1947, men lades åter ned 1952. Initiativtagare: Gunnar Stenberg (1897), Herman Carlsson (1947).
  - Svenska mästare:
    - Herrar: 1947, 1948, 1949, 1950, 1951, 1952
    - Par: 1949, 1950, 1951, 1952

  - Nordiska Mästare:
    - Par: 1950, 1951
- AIK Orientering: Verksam från och med 1901. Det är oklart när sektionen lades ner. Initiativtagare: Sigfrid Stenberg.
- AIK Rodd: Verksam från och med 1893. Det är oklart när sektionen lades ner.
- AIK Simning: Verksam från och med 1894. Det är oklart när sektionen lades ner. Initiativtagare: Magnus Fires.
- AIK Skidor: Verksam från och med 1892. Det är oklart när sektionen lades ner.
  - Svenska mästare:
    - Herrar, backhoppning: 1912
    - Nordisk kombination: 1912
    - Störtlopp: 1973
- AIK Skridsko: Verksam från och med 1892. Det är oklart när sektionen lades ner. Initiativtagare: Isidor Behrens.
  - Svenska mästare:
    - Herrar, 500 meter: 1902, 1908
    - Herrar, 1 500 meter: 1902, 1908
    - Herrar, 10 000 meter: 1904
    - Herrar, sammanlagt: 1902, 1908
- AIK Skytte: Verksam från och med 1894. Det är oklart när sektionen lades ner. Initiativtagare: Sigfrid Stenberg.
- Sparkstötting - AIK Sparkstötting
- AIK Tennis: Verksam från och med 1932 till 1978. Initiativtagare: Wilhelm Engdal och John Söderström.
  - Svenska mästare:
    - Herrar, singel (inomhus): 1950, 1953, 1954, 1955, 1956, 1957, 1958, 1959, 1960, 1961, 1962.
    - Herrar, singel (utomhus): 1950, 1951, 1953, 1955, 1956, 1957, 1958, 1959, 1960
    - Herrar, dubbel (inomhus): 1934, 1953, 1954, 1955, 1956, 1957, 1958, 1959, 1960
    - Herrar, dubbel (utomhus): 1949, 1951, 1954, 1955, 1956, 1957, 1958, 1959, 1960, 1961
- AIK Tyngdlyftning: Verksam från och med 1893. Det är oklart när sektionen lades ner. Initiativtagare: A Sköld.

## Media
Som första idrottsklubb utanför USA lanserade AIK sin officiella webbplats 1995 och som första klubb i Norden startade AIK 2004 en webbradiostation med dagliga sändningar; AIK Webbradio benämndes av Dagens Nyheter 2006 som ”landets bästa”.

## Supportrar

### Supporterföreningar
Under 1980-talet och början av 1990-talet drog Black Army land och rike runt i Sverige och skapade tidningsrubriker. Den 15 februari 2000 bildades Allmänna Supporterklubben som ett alternativ till Black Army (2002 bytte Allmänna Supporterklubben namn till Smokinglirarna). Vidare bildades Ultras Nord på hösten 2002 och den 2 december 2004 också Sol Invictus. Dessa fyra föreningar utgör, tillsammans med AIK-Tifo, AIK-Alliansen.
Utanför Stockholm finns en rad fristående supporterförgreningar; de arrangerar resor till AIK:s matcher: Branschen, som bildades 1991 i Gävle, och Dalagnagarna, som förenar AIK:are i Dalarna bildades 2005 och anrika Laholmsgnagarna sedan 2000. Sedan finns nätverk även i Växjö, Eskilstuna, Östergötland, Sundsvall, Umeå och på västkusten.

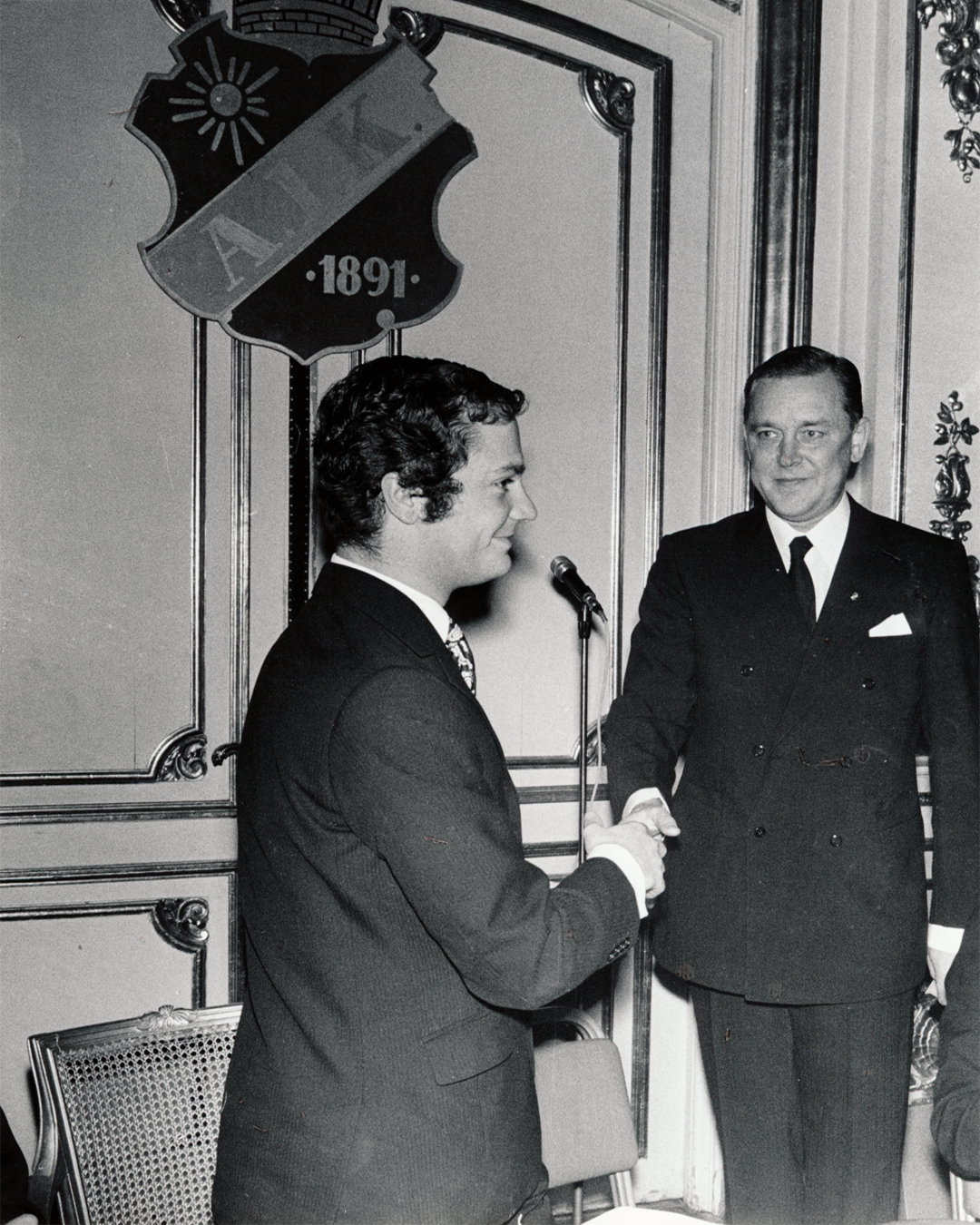
H.M Kung Carl Gustaf hälsas av Lennart Johansson i Spegelsalen på Grand Hôtel i Stockholm.

AIK har dessutom en förening för utlandsboende supportrar, nämligen Exilgnagare, som skapades 2001. I september 2006 har föreningen över 250 medlemmar, i 50 länder och cirka 140 städer världen över. Utöver det finns ett nätverk av AIK-supportrar i Helsingfors, där AIK av tradition är en populär klubb.
Klubbens kanske mest ökända supportrar är de så kallade kategori C-supportrarna som går under namnet Firman Boys med undergruppen AIK:s yngsta (AY). Firman Boys, som förespråkar våld i klubbens namn, har flera gånger uppmärksammats medialt med anledning av våldsamheter på och utanför läktarna.
Sedan vintern 2013 har även AIK:s olika damavdelningar en egen supporterförening vid namn Black Ladies. Black Ladies välkomnar, trots namnet, både män och kvinnor i sin förening men är inriktade på att stötta damidrotten. De är ett uppskattat inslag på bland annat damfotbollens hemmaarena Skytteholm likväl som på arenor runt om i Sverige där AIK:s damer spelar. Sedan 25 oktober 2017 finns ytterligare en supporterklubb till damsektionerna, Gnaget Gentlemen. Denna supporterklubb har som riktlinje att främja ett jämlikt AIK i olika idrotter och sektioner.

### Kända supportrar
Kung Gustaf VI Adolf åtog sig redan som kronprins 1907 att vara ”AIK:s beskyddare och förste hedersledamot” och förblev detta fram till sin död 1973. Carl XVI Gustaf ärvde 1974 titeln som förste hedersledamot och AIK:s beskyddare. Kronprinsessan Victoria, Prinsessan Madeleine och Prins Danieloch deras barn är kända supportrar från kungafamiljen.